# Личэн (Цзинань)
Личэ́н (кит. упр. 历城, пиньинь Lìchéng, палл. город у горы Лишань) — район городского подчинения города субпровинциального значения Цзинань провинции Шаньдун (КНР).

## История
Ещё при империи Западная Хань в 153 году до н. э. был учреждён уезд Личэн (历城县), просуществовавший две тысячи лет. При империи Лян, из-за практики табу на имена, чтобы избежать использования иероглифа, входящего в имя отца императора, уезд был переименован в Лишань (历山县), но при империи Поздняя Тан ему было возвращено прежнее название.
Начиная с империи Мин уезд Личэн стал местом пребывания правительства провинции Шаньдун.
В 1929 году из уезда Личэн был выделен город Цзинань.
В 1950 году был образован Специальный район Тайань (泰安专区), и уезд вошёл в его состав. В 1958 году Специальный район Тайань был расформирован, и уезд был передан в состав города Цзинань.
В 1987 году были расформированы Цзинаньский Пригородный район и уезд Личэн, а вместо них образован район Личэн.

## Административное деление
Район делится на 15 уличных комитетов и 6 посёлков .